# エウゼビオ・カップ
エウゼビオ・カップ（Eusébio Cup）は、ポルトガルで毎年夏のプレシーズン（主に8月中旬）に開催される親善サッカー大会。SLベンフィカが主催し、ホームスタジアムのエスタディオ・ダ・ルスで2008年より開催されている。主催クラブのベンフィカにとっても招待クラブにとってもプレシーズン最後の親善試合となることが多い。大会名は1960年代から1970年代前半にベンフィカで活躍したエウゼビオに由来している。
2013年大会は2012年8月3日に行なわれた。主催クラブのベンフィカと招待クラブのサンパウロFC（ブラジル）が対戦し、サンパウロが2-0で勝利した。

## 歴代大会結果
| 年   | 優勝         | 準優勝             |
| ---- | ------------ | ------------------ |
| 2008 | インテル     | ベンフィカ         |
| 2009 | ベンフィカ   | ACミラン           |
| 2010 | トッテナム   | ベンフィカ         |
| 2011 | ベンフィカ   | アーセナル         |
| 2012 | ベンフィカ   | レアル・マドリード |
| 2013 | サンパウロFC | ベンフィカ         |

### 各年大会詳細

#### 2008年大会
| 2008年8月15日 19:45 GMT |

| ベンフィカ                                                     | 0 – 0 | インテル                                                                              |
|                                                                |       |                                                                                       |
|                                                                | PK戦  |                                                                                       |
| アイマール バストス レジェス ヌーノ・ゴメス D・ルイス ネウソン | 4 – 5 | マクスウェル バロテッリ スタンコヴィッチ イブラヒモヴィッチ ブルディッソ カンビアッソ |

| リスボン, エスタディオ・ダ・ルス 観客数: 54,001 主審: Bruno Paixão |

#### 2009年大会
| 2009年8月8日 19:00 GMT |

| ベンフィカ                                                                             | 1 – 1 | ACミラン                                                                                        |
| カルドソ 58分                                                                          |       | シドネイ 87分 (o.g.)                                                                            |
|                                                                                        | PK戦  |                                                                                                 |
| ケイリゾン シャフェル コエントラン R・アモリム ウェウドン イェブダ パトリック シドネイ | 5 – 4 | ピルロ ロナウジーニョ ヤンクロフスキ チアゴ・シウヴァ ボリエッロ パト ザンブロッタ アントニーニ |

| リスボン, エスタディオ・ダ・ルス 観客数: 62,342 主審: ジョアン・フェレイラ |

#### 2010年大会
| 2010年8月3日 19:45 GMT |

| ベンフィカ | 0 – 1 | トッテナム  |
|            |       | ベイル 55分 |

| リスボン, エスタディオ・ダ・ルス 観客数: 30,215 主審: Pedro Proença |

#### 2011年大会
| 2011年8月6日 19:45 GMT |

| ベンフィカ                      | 2 – 1 | アーセナル          |
| アイマール 49分 · ノリート 60分 |       | ファン・ペルシ 34分 |

| リスボン, エスタディオ・ダ・ルス 観客数: 40,833 主審: Duarte Gomes |

#### 2012年大会
| 2012年7月27日 19:00 WEST (UTC+01:00) |

| ベンフィカ                                                                      | 5 – 2 | レアル・マドリード    |
| ハビ・ガルシア 4分 · ヴィツェル 22分 · ペレス 53分, 85分 · C・マルティンス 58分 |       | カジェホン 18分, 20分 |

| リスボン, エスタディオ・ダ・ルス 観客数: 35,476 主審: Bruno Paixão |

#### 2013年大会
| 2013年8月3日 19:45 GMT |

| ベンフィカ | 0 – 2 | サンパウロFC                                |
|            |       | アロイージオ 53分 · ラファエウ・トロイ 63分 |

| リスボン, エスタディオ・ダ・ルス 観客数: 30,638 主審: Duarte Gomes |

## クラブ別優勝回数
| クラブ             | 優勝 | 準優勝 |
| ------------------ | ---- | ------ |
| ベンフィカ         | 3    | 3      |
| インテル           | 1    | 0      |
| トッテナム         | 1    | 0      |
| サンパウロFC       | 1    | 0      |
| ACミラン           | 0    | 1      |
| アーセナル         | 0    | 1      |
| レアル・マドリード | 0    | 1      |